# Валуйский (Ростовская область)
Валу́йский — хутор в Пролетарском районе Ростовской области.
Входит в состав Суховского сельского поселения.

## Население
| 2010 |
| ---- |
| 235  |

## Улицы
| - ул. Восточная, - ул. Пусковой Регулятор, - ул. Спортивная, - ул. Строительная, | - ул. Точка Васильевка, - ул. Точка Чабанская, - ул. Центральная, - ул. Южная. |